# Aleksander Fogiel

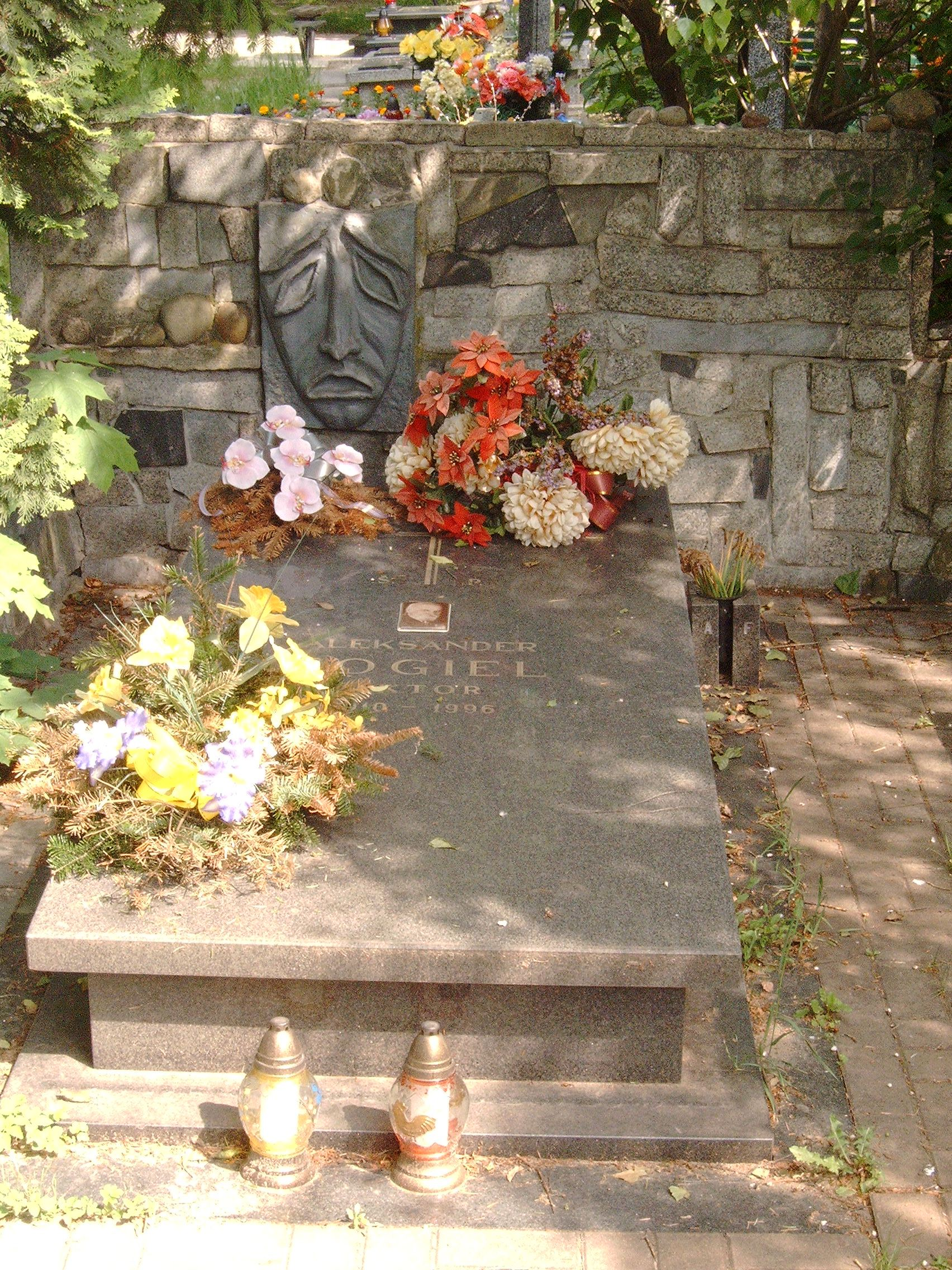
Grób Aleksandra Fogla na cmentarzu komunalnym na Dołach w Łodzi, 21 maja 2007

Aleksander Fogiel (ur. 26 lutego 1910 w Siedlcach, zm. 17 stycznia 1996 w Łodzi) – polski aktor teatralny i filmowy, reżyser, dyrektor teatrów, scenograf, dekorator teatralny.

## Wczesne lata i wojna
Urodził się w rodzinie kolejarskiej. Ukończył Technikum Kolejowe w Siedlcach oraz kurs Miejskiej Szkoły Rysunku i Zdobnictwa w Warszawie. Przez dwa lata pracował jako dekorator teatralny. Debiutował w teatrach Wojska Polskiego, w których występował aż do zakończenia II wojny światowej, pracując w nich jednocześnie jako aktor, scenograf i autor sztuk. Pracę w teatrze godził z pracą na kolei. W czasie wojny na polecenie gen. Karola Świerczewskiego zakładał Frontowy Teatr Artylerii 2 Armii Wojska Polskiego.

## Po wojnie
Po wojnie wiązał się kolejno z wieloma teatrami m.in. we Wrocławiu, Poznaniu i Łodzi. W Szczecinie zakładał i kierował Teatrem Lalki i Aktora „Pleciuga”. Podczas pracy w szczecińskim teatrze projektował scenografie do spektakli i  wyreżyserował kilka sztuk. W filmie debiutował w 1958 rolą Apostoła w filmie Czesława Petelskiego Baza ludzi umarłych.
Miał w dorobku ponad sto ról filmowych. Do najbardziej znanych można zaliczyć m.in. rolę Maćka z Bogdańca w polskim filmie historycznym Aleksandra Forda Krzyżacy z 1960 oraz rolę Sołtysa w trylogii komediowej Sylwestra Chęcińskiego Sami swoi, Nie ma mocnych i Kochaj albo rzuć.

## Życie prywatne
Był żonaty z Celiną z Dąbrowskich. Jego bratem stryjecznym był piosenkarz Mieczysław Fogiel, występujący pod pseudonimem Mieczysław Fogg. Dwaj synowie aktora, Andrzej (ur. 1941) i Tomasz (ur. 1953) są aktorami-śpiewakami (Andrzej występuje w Teatrze Muzycznym w Łodzi a Tomasz w Teatrze Muzycznym w Gdyni), trzeci syn Waldemar (1943–1976) był tancerzem i choreografem. Jego wnuk, aktor dziecięcy Krzysztof Fogiel, zagrał w serialu Jerzego Gruzy Czterdziestolatek. 20 lat później rolę Borysa, wnuka Stefana Karwowskiego.
Zmarł w wieku 86 lat w Łodzi i został pochowany na tamtejszym cmentarzu komunalnym na Dołach (kwatera XXV, rząd 18, grób 21).

## Teatr
- Teatr Wojska Polskiego na Pradze w Warszawie
- Teatr Garnizonowy w Siedlcach
- Frontowy Teatr Artylerii II Armii Wojska Polskiego (1945)
- Teatr Polski we Wrocławiu (1947–1949)
- Teatr Dramatyczny w Częstochowie (1949–1951)
- Teatr Dramatyczny w Szczecinie (1951–1959)[3][4]
- Teatr Powszechny w Łodzi (1959–1961)
- Teatr im. Stefana Jaracza w Łodzi (1961–1963)
- Teatr Powszechny w Łodzi (1963–1979)
- Teatr im. Juliusza Osterwy w Gorzowie Wielkopolskim (1979–1981)

## Filmografia
- Piękne dzieci (1993), etiuda szkolna, reż. J. Polkki
- Przypadek Pekosińskiego (1993), reż. G. Królikiewicz – profesor
- Jutro (1990), etiuda szkolna, reż. D. Gajewski
- Magnat (1986), reż. F. Bajon – kucharz Alojzy
- Kobieta z prowincji (1984), reż. A. Barański – ojciec Andzi
- Marynia (1983), reż. J. Rybkowski – Jan, woźny w firmie Połanieckiego
- Popielec 1982 – Gabor
- Niech cię odleci mara (1982), reż. A. Barański – ksiądz
- Najdłuższa wojna nowoczesnej Europy (1981) – obrońca Wolfgang Arendt
- Konopielka (1981), reż. W. Leszczyński – wójt
- Klejnot wolnego sumienia (1981), reż. G. Królikiewicz – Jan Firlej
- Rodzina Połanieckich (1978), reż. J. Rybkowski – Jan, woźny w firmie Połanieckiego
- Znak orła (1977), reż. H. Drapella – Stańko
- Kochaj albo rzuć (1977), reż. S. Chęciński – sołtys
- Lalka (serial telewizyjny), reż. R. Ber – sędzia pokoju w procesach między Krzeszowską a studentami oraz Krzeszowską a Stawską
- Beniamiszek (1976), reż. W. Olszewski – naczelnik
- Nie ma mocnych (1974), reż. S. Chęciński – sołtys
- Kopernik (1972) – złotnik, ojciec Anny (odc. 3)
- Kopernik  1972, reż.  E. Petelska i Cz. Petelski – złotnik, ojciec Anny
- Chłopi (1972), reż. J. Rybkowski – Balcerek
- Antek (1971), reż. W. Fiwek – kowal
- Rzeczpospolita babska (1969), reż. H. Przybył – starosta
- Do przerwy 0:1 (1969) – Łopotek
- Jak rozpętałem II wojnę światową ( 1969 )- Jóźwiak
- Przygody pana Michała (1969) – szlachcic w karczmie
- Lalka (1968), reż. W. J. Has – Szprot
- Z przygodą na ty (1968), reż. W. Berestowski – leśniczy (odc. 2)
- Stawka większa niż życie (1968), reż. Andrzej Konic – pułkownik LWP (odc. 17)
- Żywot Mateusza (1967), reż. W. Leszczyński – gospodarz
- Sami swoi (1967), reż. S. Chęciński – sołtys
- Jowita (1967), reż. J. Morgenstern – prezes klubu
- Piekło i niebo  1966, reż. Stanisław Różewicz – mieszkaniec nieba
- Niewiarygodne przygody Marka Piegusa − Bolesław Puchatek, sierżant MO (odc. 9)
- Don Gabriel  1966, reż. Ewa i Czesław Petelscy  – Taborek, sąsiad Tomickiego
- Wyspa złoczyńców (1965), reż. S. Jędryka – komendant MO
- Kapitan Sowa na tropie (1965) – „Bongo” (odc. 2)
- Rękopis znaleziony w Saragossie (1965), reż. Wojciech Jerzy Has – szlachcic walczący z ojcem Alfonsa van Wordena
- Sobótki (1965) – radziecki oficer
- Agnieszka 46 (1964), reż. S. Chęciński – Paszczuk
- Skąpani w ogniu (1963), reż. J. Passendorfer – porucznik Milutin
- Naganiacz (1963), reż. E. Petelska i Cz. Petelski – Budyta
- Ogniomistrz Kaleń (1961), reż. E. Petelska i Cz. Petelski – karczmarz Szponderski
- Złoto (1961), reż. W. J. Has – Stary
- Historia żółtej ciżemki (1961), reż. S. Chęciński – starszy strażnik grodu w Myślenicach
- Szklana góra (1960), reż. P. Komorowski – ojciec
- Szatan z siódmej klasy (1960), reż. M. Kaniewska – ksiądz
- Krzyżacy (1960), reż. A. Ford – Maćko z Bogdańca
- Historia współczesna (1960), reż. W. Jakubowska – Antoni Wesołek
- Krzyż Walecznych (1958), reż. K. Kutz – Buśko
- Baza ludzi umarłych (1958), reż. Cz. Petelski – „Apostoł”

## Podłożony głos
- 1972: Gruby – sierżant

## Polski dubbing
- 1962: Pinokio – Woźnica
- 1966: 101 dalmatyńczyków – Pułkownik (pierwsza wersja dubbingowa)
- 1969: Miecz w kamieniu – Ector (pierwsza wersja dubbingowa)

## Odznaczenia
- Krzyż Oficerski Orderu Odrodzenia Polski
- Złoty Krzyż Zasługi (1973)
- Medal 10-lecia Polski Ludowej
- Medal 40-lecia Polski Ludowej
- Odznaka Honorowa miasta Łodzi (1966)
- Medal 200-lecia Stanów Zjednoczonych